# Adrien Mörk
Adrien Mörk (Montbéliard, 19 september 1979) is een golfprofessional uit Frankrijk.

## Amateur
Mörk zat op school in Toulouse en won in 1998 won hij het Frans Scholenkampioenschap. Daarna studeerde hij in de Verenigde Staten. Hij won acht 'Grand Prix'-toernooien in Frankrijk en hij kwalificeerde zich in 2001 voor het Brits Open.

## Professional
Mörk werd in 2004 professional en won dat jaar de Olivier Barras Memorial. Hij ging in 2005 naar de Tourschool en speelde in 2006 op de Challenge Tour. Eind 2006 ging hij weer naar de Tourschool en speelde in 2007 op de Europese PGA Tour, maar de resultaten vielen niet mee. Hij speelde sindsdien vooral de Franse toernooien. 
In 2010 won hij weer de Olivier Barras Memorial. Hij ging weer naar de Tourschool maar haalde Stage 2 niet. Hij geeft les op de Golf de Prunevelle.
Mörk was de eerste speler op de Europese Challenge Tour (en Senior Tour) die een score van 59 binnenbracht. Dit was in 2006 tijdens de tweede ronde van de Tikida Hotels Agadir Moroccan Classic, mede waardoor hij zijn eerste overwinning op de Challenge Tour behaalde. Ook verbeterde hij die week met de score van -20 het record van Tiger Woods en Frankie Minoza voor de laagste score voor ronde 1 en 2 nodig. Dit record telde voor de Challenge Tour, de Europese Tour en de Senior Tour. 
Vier maanden later won hij de Spaanse Challenge

### Gewonnen
- 2005: Trophée Maroc Telecom, Open Stade français Paris
- 2008: Open International du Haut Poitou
- 2010: Olivier Barras Memorial

Alps Tour
- 2004: Olivier Barras Memorial

Challenge Tour
- 2006: Tikida Hotels Agadir Moroccan Classic met -19, OKI Mahou Challenge de Espana met -17